# Georg Büchner
Georg Büchner, nemški pisatelj, naravoslovec in revolucionar, * 17. oktober 1813, Goddelau, Hessen, † 19. februar 1837, Zürich. 

## Življenje
Georg Büchner se je rodil kot prvi otrok zdravnika Ernsta Büchnerja in njegove žene Louise Caroline Büchner. Vseh šest otrok, razen Matilde, ki je skromno stala v ozadju, so si vsi preostali otroci Büchnerjeve družine ustvarili ime: 
- Mathilde Büchner (1815-1888)
- Wilhelm Ludwig Büchner (1816-1892), industrialec in politik
- Luise Büchner (1821-1877), pisateljica in borka za ženske pravice
- Ludwig Büchner (1824-1899), filozof in pisatelj (njegovo najbolj poznano delo Kraft und stoff)
- Alexander Büchner (1827-1904)

Leta 1816 se je družina preselila v Darmstadt, kjer se je oče zaposlil kot okrajni zdravnik. Pri 8. letih se je za Georga začel osnovno šolski pouk pri njegovi materi. Učila ga je brati, pisati in računati. Seznanila ga je z Biblijo in ga naučila številne ljudske pesmi, ki so imele pomemben vpliv na njegova dela. Mati ga je seznanila tudi z Schillerjevimi deli in njegovim pogledom na svet, s katerim se je Büchner v svojem nadaljnjem ustvarjanju še bolj kritično spoprijel.
Büchner je imel vse življenje zapletene odnose s svojim očetom. Ernst Büchner je bil po prepričanju monarhist; častil je Napoleona, ker je revolucionarne aktivnosti dokončno zatrl. S trdim delom si je prislužil položaj zdravniškega svetnika in bil zelo strog do svojih otrok.
Čeprav je imel Büchner v gimnazijskem spričevalu zelo dobre ocene pri latinščini in grščini, ga ti stari jeziki niso kaj prida zanimali. V takratni šoli je vedno bolj cenil zapostavljene naravoslovne vede, z izjemo matematike, kjer je pokazal zgolj podpovprečno znanje. Enkrat je zapisal na rob zvezka: »Živo! Kaj koristi mrtva šara.« . Intenzivno se je posvečal zgodovini, še posebej Francoski revoluciji, ki jo je kasneje ubesedil v njegovem delu Dantonova smrt (Dantos Tod). Konec septembra leta 1830, je imel govor na šolski proslavi v katerem je vzel v bran Katona mlajšega, zagretega zagovornika Rimske republike. Kot odmev na julijsko francosko revolucijo, je bil to prvi javni Büchnerjev politični nagovor v boju za svobodo ljudstva.

## Študij v Straßburgu
9. novembra 1831 se je Georg Büchner pri 18. letih vpisal na medicinsko fakulteto Univerze v Straburgu. Živel je pri evangeličanskemu duhovniku Johannu Jakobu Jeagleju, kjer je spoznal njegovo hči Wilhelmine. 
Številna pisma, ki jih je poslal svojim staršem, potrjujejo njegovo aktivno politično delovanje. Tako je 24. maja 1832 imel govor pred študentskim zborom o političnih odnosih takratne Nemčije. 
Leta 1832 se je skrivaj zaročil z Wilhelmino Jeagle (1810-1880). Bila je prejemnica tako imenovanega pogubnega pisma (Fatalismus-Briefs), v katerem Büchner predstavi program človeka kot subjekt zgodovine.

 Človek ne more poseči v aktivni proces zgodovine, človek postane pena na valovih, postane igrača.
(Der Mensch könne nicht aktiv in den alles verschlingenden Prozess der Geschichte eingreifen, er werde zum „Schaum auf der Welle“, zum Spielball.)
Čas v Straßburgu je Büchner kasneje označil za njegovo najsrečnejše obdobje. V Franciji je v času julijske revolucije bilo politično vzdušje veliko bolj odprto, kot v Darmstadtu. Zaenkrat še nimamo dokazov, ali je bil Büchner član francoskega združenje za človekove pravice. Kljub vsemu pa mu je to združenje služilo za vzgled za kasnejšo ustanovitev lastnega društva.

## Univerza v Gießenu
V novembru leta 1833 se je Gerog Buchner prepisal na Univerzo v Gießnu. V tistem času je v tujini bilo dovoljeno študirati maksimalno največ dve leti (zunaj meja Hessen-Darmstadt). V vojvodini Hessen je doživel neposredne šikanami oblasti in nasilje v državi. 
V tem času poročajo tudi o velikih zdravstvenih težavah Büchnerja. Prizadela ga je oddaljenost od njegove zaročenke in celotna situacija v kateri se je znašel. V primerjavi s Straburgom mu tamkajšnji profesorji v Gießnu niso ponudili ničesar. Na tej univerzi je sicer kemijo poučeval Justus Liebig, vendar se je Büchner zanimal samo za filozofijo in medicino. Kasneje je po vzoru enega svojih profesorjev iz Gießna ustvaril lik zdravnika v delu Wojzeck - bolj neumnega in zlobnega zdravnika si skoraj ne bi mogli predstavljati. 
Tudi s svojimi kolegi študenti ni bil zadovoljen. Sicer so obstajala opozicijska prizadevanja, vendar mu ta niso bila dovolj radikalna. Kritiziral je tudi organiziranost študentov, ker so želeli biti sami med sabo, Büchner pa je v opozicijska gibanja želel vključiti tudi druge meščane. Zato je s svojimi bivšimi kolegi iz Darmstadta, ki so zdaj tako kot on študirali v Gießnu, pa tudi z nekaterimi drugimi študenti – med njimi sta bila tudi August Becker in Friedrich Jacob Schütz – in več obrtniki ustanovil Društvo za človekove pravice, tajno organizacijo po francoskem vzgledu. Njihov cilj je bilo uničenje takratnih političnih razmer. K društvu pa je pristopilo le nekaj članov.

## Tiralica, zaradi katere so iskali Georga Büchnerja
V začetku leta 1834 je Büchner uvajal Friedrich Ludwiga, ki je bil eden izmed vodilnih členov opozicije iz Hessen-Darmstadta. Vendar je med njima vedno prihajalo do nesoglasij. Weidig je zagovarjal povezavo s premožnimi liberalci, industrijalci in trgovci, ker je prav v njih videl možnost za uresničite revolucionarnih idej. Büchner pa je izvorni problem videl ravno v materialnih razlikah in v revščini med podeželskim prebivalstvom, zato je koaliciji s premožnimi obrnil hrbet.
Weidig, je kljub nasprotovanju Büchnerja, obširno predelal Büchnerjev letak Hessische Landbote, ki je julija 1834 prišel v tisk. Letak je nosil geslo » Mir kočam! Vojna palačam!«, in je kmete pozival k revoluciji proti zatiranju. Weidig je izbrisal vse tiste dele, ki bi lahko povzročil jabolko spora z liberalnimi zavezniki. Büchner je bil mnenja, da je Weidig s takšnim ravnanjem spremenil glavni namen. Čeprav je letak bil zaradi cenzure oslabljen, so ga kljub vsemu kritizirali s strani liberalne in industrijske opozicije. Na podeželju pa je vendarle požel nekaj uspehov, kar je septembra leta 1834 privedlo do tega, da so letak drugič ponatisnili. Tudi drugo izdajo je Leopold Eichelberg, Weidigov zaveznik, močno oslabel. V tem letaku so s pomočjo statističnih podatkov podeželskemu prebivalstvu odprli oči, da ti s svojimi davki dejansko financirajo premožno plemstvo. Avgusta so oblasti prijele in aretirale Karl Minnigerodeta, ker so pri njemu našli 150 izvodov letaka Hessische Landbote. 4 avgusta je univerzitetni sodnik Georgi Konrad naročil, da v času Büchnerjeve odsotnosti, preiščejo njegovo sobo, naslednji dan pa so ga pripeljali na zaslišanje. Zaradi pomanjkanja dokazov Büchner ni bil aretiran.

## Beg v Straßburg
Leta 1835 je Büchner po lastnih navedbah, v petih tednih napisal dramo Dantonova smrt, ki jo je takoj poslal Karlu Gutzkowu in ga prosil za hitro objavo. Nujno je namreč potreboval denar za načrtovan pobeg. Dantonova smrt opisuje neuspešnost Francoske revolucije. Zgodovinskem Dantonu je spodletelo zaradi taktičnih napak, medtem ko literarni Danton že od začetka ugotovi nesmisel svojega početja. Ker se Büchner ni odzval na povabilo preiskovalnega sodnika Friedbergerja, so za njim izdali tiralico. 9. marca je preko Weißenburga pobegnil v Straßburg. Denarja pa ni pridobil s prihodki od prodaje knjige Dantonova smrt, ker se je preiskava zaostrila že pred podpisom pogodbe. V zadnjem trenutku se je Büchner zaupal materi, ki mu je posodila denar. Po Büchnerjevem begu je oče prekinil z njim vse stike, vendar je kljub temu vsemu dovolil materi, da ga še naprej finančno podpira. 
Dantonova smrt je izšla konec julija. Tisto poletje je prevedel še dve drami pisatelja Victorja Huga: Lucretio Borgio in Mario Tudor. Jeseni pa se je posvetil noveli Lenz, v kateri opisuje duševno trpljenje pisatelja Jakoba Michaela Reinholda Lenza. Pozimi leta 1835 se je ponovno posvetil znanosti. Raziskoval je živčni sistem rib in v naslednjem letu dokončal svojo disertacijsko razpravo o živčnem sistemu mrene. V začetku leta je svojo razpravo predstavil na številnih predavanjih društva za naravoslovje v Straßburgu. Zatem so ga sprejeli v društvo in njegovo razpravo objavili. V tem času je nastala tudi komedija Leonce in Lena (Leonce und Lena), s katero je želel sodelovati na literarnem tekmovanju Cotta`schen Verlagsbuchhandlung, vendar so mu zaradi zamujene prijave neprebran rokopis vrnili.

## Zadnji meseci v Zürichu
Na podlagi disertacije in poskusnega predavanja, ki ji je sledilo, so Georg Büchnerju na univerzi v Zürichu podelili doktorski naziv. 18. oktobra 1836 se je preselil v Zürich in pričel predavati kot privatni docent. Njegovo predavanje je temeljilo na podlagi lastno izdelanih preparatov, s pomočjo katerih so proučevali anatomijo rib in dvoživk. To predavanje je obiskovalo zelo malo študentov. Eden izmed njih je bil August Lüning, ki se je še 40 let kasneje z navdušenjem spomnil na ta čas. Že pred selitvijo v Zürich je Büchner pričel s pisanjem drame Wojzeck. Svojo osnutek je vzel s seboj v Švico – delo je ostalo fragment. 
Za naslednji semester je Büchner načrtoval še eno predavanje,ki pa ga žal ni mogel več izpeljati. 2. februarja 1837 je hudo zbolel za tifusom, s katerim se je verjetno okužil pri raziskovanju. Njegova soseda, nemška ubežnika Caroline in Wilhelm Schulz, s katerima je prijateljeval po izgonu iz Straßburga, sta ga negovala in tudi obvestila Wilhelmino o pisateljevem zdravstvenem stanju. Georg Büchner je umrl 19. februarja v krogu Wilhelmine in zakoncev Schulz. Pokopali so ga na mestnem pokopališču »Krautgarten« v Zürichu. Na njegovo zadnjo pot, ga je pospremilo nekaj sto ljudi, med njimi tudi univerzitetni kolegi in oba župana Züricha. Po izravnavanju pokopališča so leta 1875 njegove posmrtne ostanke položili na Germaniahügel na Zürichovem hribu.

## Dela
- Der Hessische Landbote (1834, letak ,ki ga je napisal z Friedrichom Ludwigom Weidig)
- Dantos Tod, 1835 (drama)
- Lenz, 1835 (novela)
- Leonce und Lena, 1836 (veseloigra)
- Woyzeck, 1837 (rokopis)
- Lucretia Borgia, 1835 ( prevod Victor Hugove drame), Maria Tudor, 1835 ( prevod Victor Hugove drame)

14 let po Büchnerjevi smrti je njegov brat Ludwig leta 1850 objavil delo Zapuščinski spisi ( Woyzeck ni bil objavljen v tem delu, ker je rokopis zbledel in bil neberljiv ). Avstrijski pisatelj Karl Emil Franzos je leta 1879 objavil delo Georg Büchner: Sämmtliche Werke und Handschriftlicher Nachlaß, v katerem je prvič bil objavljen rokopis Woyzeck, sicer v predelani verziji. Prav tako je razširil govorice o prepiru med Wihelmine Jeagle z Büchnerjevimi sorodniki zaradi njegove zapuščine. Wilhelmine naj bi delo Pietro Aretino, zaradi nasprotovanja proti ateističnem trendu, uničila. Za to trditev niso našli niti ene oporne točke. Wilhelmine je izjavila, da jo je pri tem zadržala osebna korespondenca. 

## Filmi po njegovih delih
- Woyzeck (dvanajst različnih filmov)
- Dantonova smrt (štirje)
- Lenz (dva)
- Leonce in Lena (trije)